# Fort George (Ontario)
Pour les articles homonymes, voir Fort George.
Fort George est un ouvrage militaire historique situé à Niagara-on-the-Lake en Ontario, à 25 minutes au nord des chutes du  Niagara.
Il a été construit par l'armée britannique en 1796 et a été impliqué dans plusieurs batailles durant la guerre anglo-américaine de 1812.
Le Jamboree mondial de 1955 a été organisé à proximité du fort.
Il héberge à présent un musée.